# Haruichi Furudate
Haruichi Furudate (jap. 古舘 春一 Furudate Haruichi; ur. 7 marca 1983 w Karumai) – japoński mangaka. Największą sławę przyniosła mu seria Haikyū!!, która ukazywała się na łamach magazynu „Shūkan Shōnen Jump” w latach 2012–2020.

Podpis Haruichiego Furudate

W 2016 roku zdobył nagrodę Shōgakukan Manga w kategorii shōnen-manga.

## Życiorys
Haruichi Furudate urodził się i dorastał w Karumai w prefekturze Iwate, gdzie spędził swoje dzieciństwo oraz okres edukacyjny. Będąc w gimnazjum a następnie w liceum, był zawodnikiem klubu siatkówki na pozycji środkowego blokującego. Po ukończeniu liceum studiował design w szkole technicznej w Sendai w prefekturze Miyagi, gdzie spędził swoje kolejne 9 lat. W wieku 25 lat sprowadził do redakcji magazynu „Shūkan Shōnen Jump” mangę Kanari osoku (jap. かなり遅く). Następnie otrzymał wyróżnienie za mangę Ōsama kiddo (jap. 王様キッド). Rok później napisał i zilustrował swoją pierwszą autorską mangę Asobiba. (jap. アソビバ。), która ukazywała się na łamach „Akamaru Jump”, sezonowej wersji magazynu „Shūkan Shōnen Jump”.

### Kiben gakuha, Yotsuya-senpai no kaidan.
W 2010 roku Furudate tworzył kolejną mangę, tym razem zatytułowaną Kiben gakuha, Yotsuya-senpai no kaidan. (jap. 詭弁学派、四ッ谷先輩の怪談。), składającej się łącznie z 18 rozdziałów, które publikowane były od 1 marca do 5 lipca 2010 na łamach „Shūkan Shōnen Jump”. Wcześniej, 8 czerwca 2009 na łamach tego samego magazynu opublikowany został one-shot będący wersją prototypową serii.

### Haikyū!!
Jego kolejną pracą była seria Haikyū!!, która tworzona była w oparciu o doświadczenia z życia autora. One-shot serii opublikowany został 8 stycznia 2011 w magazynie „Shōnen Jump NEXT”, a następnie – 25 kwietnia 2011 w „Shūkan Shōnen Jump”. Rok później, 20 lutego 2012 w tym samym magazynie opublikowano pierwszy rozdział wersji finalnej mangi, zaś ostatni, 402. rozdział – 20 lipca 2020. W numerze 48/2019 (z 28 października 2019) podano do wiadomości, że wraz z publikacją 380. rozdziału, Haruichi Furudate stał się najlepszym mangaką pod względem najwięcej stworzonych rozdziałów mangi sportowej publikowanej na łamach magazynu „Shūkan Shōnen Jump”, wyprzedzając serię Tennis no ōjisama (379 rozdziałów).

## Twórczość
- Asobiba. (jap. アソビバ。) (2009)
- Ōsama Kid (jap. 王様キッド Ōsama kiddo) (2010)
- Kiben gakuha, Yotsuya-senpai no kaidan. (jap. 詭弁学派、四ッ谷先輩の怪談。) (2010)
- Haikyū!! (jap. ハイキュー!!)[14] (2012–2020)
- Haikyū!! Shōsetsu-ban!! (jap. ハイキュー!! ショーセツバン!!)[15][a] (od 2013)

## Ciekawostki
- Haruichi Furudate jest fanem serii One Piece oraz Tekkonkinkreet[16].